# Molophilus terrayi
Molophilus terrayi är en tvåvingeart som beskrevs av Jaroslav Stary 1992. Molophilus terrayi ingår i släktet Molophilus och familjen småharkrankar.
Artens utbredningsområde är Slovakien. Inga underarter finns listade i Catalogue of Life.